# りんごの木の下で
「りんごの木の下で」（りんごのきのしたで）は、NHKの音楽番組『みんなのうた』で、1999年12月～2000年1月に放送された楽曲。作詞：イルカ、作曲：南こうせつ、編曲：都留教博、歌：こうせつ&イルカ。